# Căderea nopții
Căderea nopții (titlu original Nightfall) este o povestire science fiction scrisă de Isaac Asimov și apărută în 1941. În 1990, ea a fost extinsă la dimensiunea unui roman împreună cu Robert Silverberg. Povestirea a fost inclusă în 48 de antologii și a apărut în șase culegeri de povestiri ale lui Asimov. Science Fiction Writers of America a desemnat "Căderea nopții" drept cea mai bună povestire SF scrisă înainte de crearea în 1965 a premiilor Nebula și a inclus-o în cartea The Science Fiction Hall of Fame Volume One, 1929-1964.
Povestirea a apărut în numărul din septembrie 1941 al revistei Astounding Science Fiction, aparținând editorului John W. Campbell. A fost a treizeci și doua povestire a lui Asimov, scrisă pe când lucra la magazinul de dulciuri al tatălui său și învăța la Columbia University. Conform spuselor autobiografiei lui Asimov, Campbell i-ar fi cerut să scrie povestirea după ce discutaseră pe marginea unui citat din Ralph Waldo Emerson:
Dacă stelele ar apărea numai pentru o singură noapte, la o mie de ani, ce ar crede oamenii, cum ar adora și păstra ei peste generații amintirea orașului Domnului?
Părerea lui Campbell era că "oamenii ar înnebuni."

## Intriga
Planeta Lagash (Kalgash, în roman) se află într-un sistem planetar care conține șase sori (Alpha, Beta, Gamma și Delta sunt singurii numiți pe parcursul povestirii, în timp ce în roman ei se numesc Onos, Dovim, Trey, Patru, Tano și Sitha), ceea ce face ca planeta să fie luminată continuu. Întunericul absolut este necunoscut și, în consecință, locuitorii nu habar de stelele din afara sistemului.
Un grup de oameni de știință de la Universitatea Saro încep să facă o serie de descoperiri legate între ele: psihologul Sheerin cercetează efectele expunerii prelungite la întuneric, arheologul Siferra găsește dovezi ale unor colapsuri multiple ciclice ale civilizației petrecute la fiecare două milenii, iar astronomul Beenay descoperă o neregularitate a orbitei Lagashului în jurul soarelui primar, Alpha/Onos. Beenay duce descoperirea superiorului său, Athor - cel care formulase Teoria Gravitației Universale, ceea ce duce la încercarea astronomilor universității de a găsi răspunsul la această anomalie. În cele din urmă se descoperă că singurul lucru care poate cauza devierea este un corp astronomic aflat pe orbită în jurul Lagashului.
Cu ajutorul prietenului său, reporterul Theremon, Beenay află despre credința unui grup numit Cultul ("Apostolii Flăcării" în roman), care consideră că lumea va fi distrusă într-un întuneric în care vor apărea stele care vor dezlănțui torente de foc. Beenay pune laolaltă informațiile despre colapsurile repetitive descoperire în situl arheologic și noua teorie cu eclipsa potențială, ajungând la concluzia că, o dată la 2049 de ani, singurul soare de pe cer va fi eclipsat, ducând la o 'noapte' scurtă.
Deoarece populația actuală de pe Lagash nu a experimentat întunericul universal, savanții presupun că noaptea va fi traumatizantă și că populația trebuie pregătită pentru eveniment. Cu toate acestea, odată cu căderea nopții, atât savanții, cât și populația sunt surprinși de perspectiva stelelor invizibile anterior care umplu cerul. Povestirea nu relatează ce se întâmplă ulterior, dar în roman și în serialul radiofonic X Minus One se dezlănțuie dezordinea civilă; orașele sunt distruse în incendii pe scară largă, iar civilizația colapsează.

## Cadrul
Sistemul de șase stele al planetei Lagash/Kalgash este complicat, dar romanul dă câteva detalii în ceea ce îl privește. Onos este soarele primar al planetei, aflat la 10 minute-lumină depărtare, distanță similară cu cea dintre Pământ și Soare. Se mai spune că distanța până la Tano și Sitha (un sistem stelar binar) este de aproximativ unsprezece ori mai mare decât cea până la Onos.
- Onos - pitică galbenă - similară Soarelui
- Dovim - pitică roșie
- Trey și Patru - stele din clasa A sau F, descrise ca fiind "albe" - sistem stelar binar
- Tano și Sitha - stele din clasa A, B sau O, descrise ca "albastre" - sistem stelar binar

În carte, Sabia lui Thargola este o filozofie care dictează ce să faci când te afli în fața unei serii de ipoteze. Ipoteza care este cea mai complexă e considerată prea complicată pentru a fi luată în considerare. Aceasta reprezintă o aluzie la Briciul lui Occam.

## Aluzii și referințe prezente în alte opere
În 1990, Asimov a colaborat cu scriitorul Robert Silverberg pentru revizuirea povestirii și extinderea ei la dimensiunile unui roman.
Romanul lui Dean McLaughlin Dawn (serializat în numerele din aprilie-iulie 1981 ale revistei Analog și republicat în volum 25 de ani mai târziu) a consituit din multe puncte de vedere un răspuns dat povestirii lui Asimov. El propunea o societate similară, situată pe o planetă similară înconjurată de stele denumite la fel. Dar, așa cum sugerează titlul, acest text era unul optimist, în care societatea progresează, nu colapsează. McLaughlin l-a omagiat pe Asimov numindu-și protagonistul "Isak" și un alt personaj "Lagash".
George Alec Effinger a scris povestirea "Maureen Birnbaum la Căderea Întunericului", în care personajul său, Maureen Birnbaum, este implicat în evenimentele din "Căderea nopții". Povestirea a apărut atât în Prietenii Fundației, cât și în Maureen Birnbaum, Barbarian Swordsperson.
În 2010, jurnalul Nature a publicat o povestire de Eric James Stone intitulată The Greatest Science-Fiction Story Ever Written,, care făcea referire la "Căderea nopții".

## Adaptări
În anii '50, povestirea a fost dramatizată în cadrul programelor radiofonice Dimension X și X Minus One.
În 1976, Analog Records a prezetat "Căderea nopții" pe un disc de vinil de 33 1/3 rpm, produs de James Cutting și înregistrat la American Learning Center. După povestire era inclus un dialog între Isaac Asimov și Ben Bova.
În 1988, a fost produs un film cu buget redus bazat pe povestire. Acesta a fost filmat pe locul în care se desfășoară Proiectul Arcosanti, folosind membrii comunității ca figuranți. O altă ecranizare a fost realizată în anul 2000.
Filmul din anul 2000 Întuneric total (Pitch Black) împrumută ideea lumii care petrece ani de zile în lumină continuă.
În aprilie 2007 povestirea a devenit episodul cu numărul 100 din podcastul SF Escape Pod.

## Traduceri în limba română
- 1985 - Căderea nopții (povestire), în volumul Nici un zeu în cosmos, Ed. Politică, traducere Mihai Bădescu
- 1994 - Căderea nopții (roman), Ed. Teora, Colecția SF nr. 10, traducere Mihai-Dan Pavelescu, ISBN 973-601-158-5
- 2001 - Căderea nopții (roman), Ed. Teora, Colecția SF nr. 10, traducere Mihai-Dan Pavelescu, 256 pag., ISBN 973-601-158-5